# 西點之役
西點之役，是美國南北戰爭時，於1865年4月16日發生在喬治亞州西點的泰勒堡（Fort Tyler）的戰役，當時在維吉尼亞的羅伯特·李已經在7日前向尤里西斯·格蘭特將軍投降，因此此戰役是美國內戰最後戰役中的其中一場（1865年6月帕米圖農場之役是內戰中最後一場正式戰役），泰勒堡亦是最後一座被北軍攻佔的南方堡壘。

## 戰前
美國南北內戰前的西點只是座農村，但在建設鐵路之後其地理位置就提升了，內戰期間更在此設立醫院等設施。1863年的蓋茨堡戰役後，南軍的勝利機會越來越小，而北方的敵人一路上勢如破竹。原因是南部多數城鎮等都小到難以防守，有些地區的居民甚至一見到敵軍就投降。在查塔胡其河（Chattahoochee River）和密西西比州最後一批的南方正規軍，亦先後投降。
北方軍隊在攻克了亞特蘭大之後，南軍的兵工廠就遷往哥倫布，因為當地有鐵路、軍械、戰艦、工場和三座堡壘等設施，有三千人駐守。但北軍只派了400人和一些騎兵，就攻下當地的三座堡壘，然後雙方的行動進一步變成戰役。
同時，在西點這裡，南方的泰勒將軍和快要痊癒的傷兵都聚集於此，其中多數人應該都不是北軍的對手，因為軍隊的成員多數太年青或相反的太年老，但泰勒將軍仍要求他們進行防守。
當然威爾遜將軍，則率領13000人穿過阿拉巴馬，沿途破壞南軍所有軍事工具。威爾遜計畫穿過喬治亞洲而攻擊南方的兩個大本營卡羅來納，但這條路線會經過有南軍駐紮的西點。
4月16日，奧斯卡·休·拉格蘭奇中將（Oscar Hugh La Grange）派遣羅斯威爾·希爾的印地安那第二騎兵團，從歐本出發，隨後是霍瑞斯·P·林遜（Horace P. Lamson）率領的印地安那第四騎兵團與摩西斯·貝克的印地安那第十八炮兵團。拉格蘭奇中將的軍力達3750人，他的主要任務是消滅位於鐵路附近的敵人，並且要破壞鐵路，還有攻佔西點的橋。
當年星期天正好是復活節，泰勒將軍發現到拉格蘭奇中將的大軍正一步步的逼近，於是派出120人守衛堡壘（其中有軍人，也有醫護人員與孩童），而堡壘本身都有三具大砲（一門重32磅，另外兩門重12磅）。因為佩服泰勒將軍的勇氣，這120人就把堡壘命名為泰勒堡，而有些參與者在當天戰前的所作所為都被記錄下來，成為日後流傳當地的民間傳說。

## 戰役開始
4月16日早上10時至11時，戰役開始。拉格蘭奇中將派出三個團突擊泰勒將軍，自己則率領印地安那第四騎兵團過橋，但砲彈擊斃了他的馬，讓差點罹難的拉格蘭奇中將開始重新考慮戰略。
泰勒將軍則在西點外升起一面旗，他表明自己寧可先死去也不會投降。之後，一枚砲彈的碎片擊破了升降索，這面旗就不受控地飄揚，17歲的青年查爾斯·麥可尼爾（Charlie McNeil）則立即爬上旗桿把旗子固定好，當時南軍陣營傳出歡呼的聲音，據說查爾斯在下來之前，還挑釁的向北軍敬禮。
到了中午，北軍企圖攻佔最外面的房子以作為掩護。南軍當中有人此時勸告泰勒將軍，要趕緊拆掉它們，但是泰勒將軍堅持寧可先死去都不會投降的原則，連一座房子都不會放棄。最後北軍因此成功的攻佔了屋子，並得以攻擊泰勒堡的南側（八英尺厚的土牆），但幸運的是土牆後有八英尺高、六英尺闊的防禦工事，可以擋住敵人的射擊。
但後來，泰勒將軍絲毫不理會子彈的射擊，無懼地走向敵人所在之處，最後中途就被子彈擊中倒了下來。而南軍在泰勒將軍倒下之後，仍堅持繼續作戰，直到太陽西下而彈藥用盡之後，才得投降。

## 戰後
- 北方有7人陣亡，29人受傷（北軍亦完成了任務）
- 南軍有19人死亡，28人受傷